# Charles de Wolff

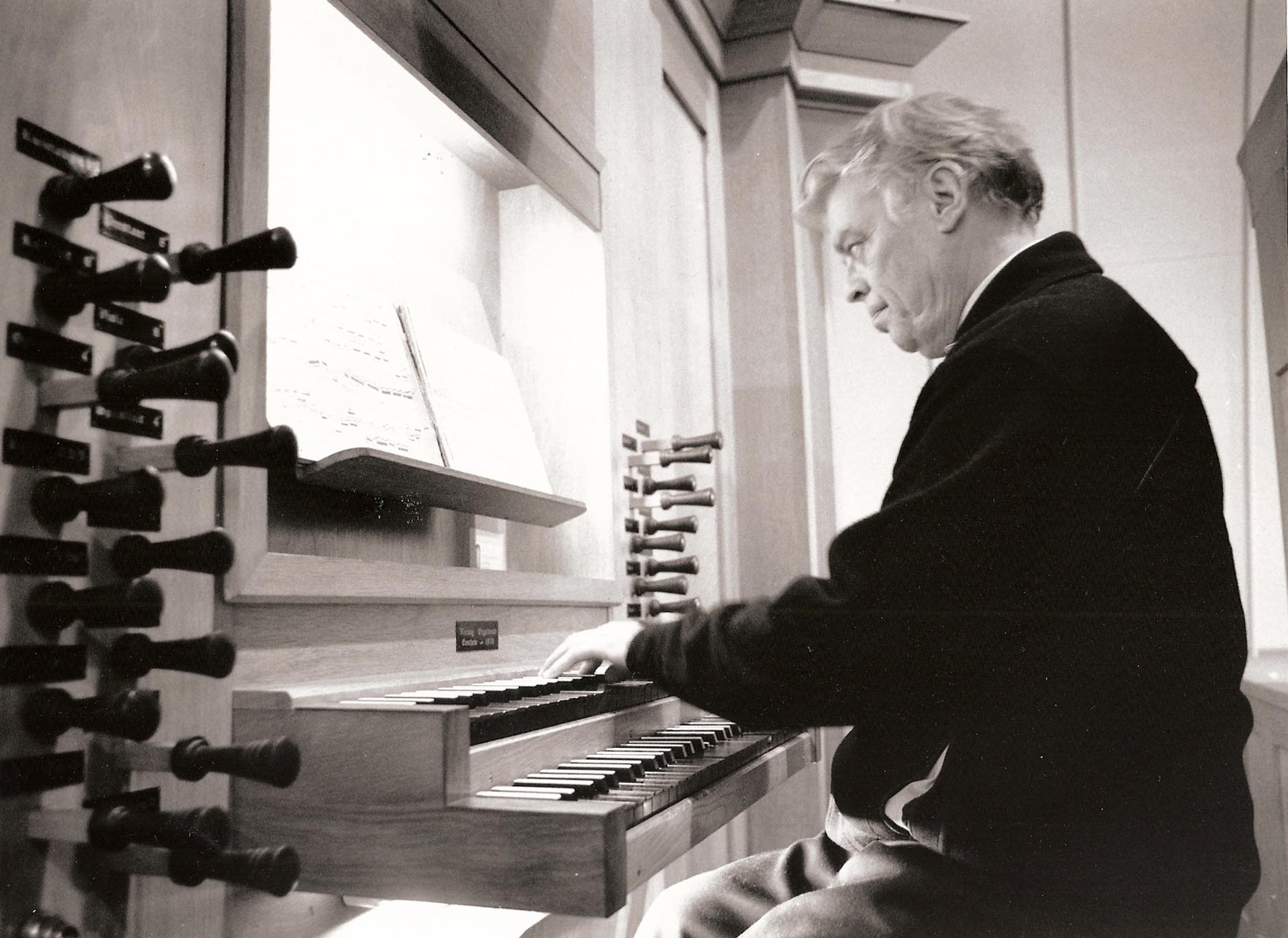
Charles de Wolff (2000)

Charles de Wolff (* 19. Juni 1932 in Mussel, Gemeinde Onstwedde; † 23. November 2011 in Zwolle) war ein niederländischer Organist und Dirigent.

## Leben
Charles de Wolff war Sohn des reformierten Predigers Isaak de Wolff, geboren in Mussel und aufgewachsen teilweise in Enschede, wo sein Vater 1935 eine neue Stelle als Prädikant angetreten hatte. Er studierte Orgel bei Stoffel van Viegen und George Stam am Konservatorium in Utrecht, später Klavier, Musiktheorie und Orchesterleitung bei Anthon van der Horst am Konservatorium in Amsterdam. 1953 schloss er sein Studium mit dem Diplom ab. 1954 wurde er mit dem Prix d’Excellence für Orgel ausgezeichnet. Seine weitere Ausbildung erhielt er bei Jeanne Demessieux in Paris sowie von 1956 bis 1959 im Orchesterdirigieren bei Franco Ferrara und Albert Wolf in Hilversum.
Im Laufe seiner Karriere gab de Wolff Konzerte auf nahezu allen großen niederländischen Orgeln. Zu seinem Repertoire gehören die Werke von Johann Sebastian Bach ebenso wie zeitgenössische niederländische und französische Musik. Für seine Interpretation französischer Orgelmusik erhielt er 1988 einen Preis der Académie Française.
Bis zu dessen Auflösung 1989 war Charles de Wolff über 25 Jahre lang Chefdirigent des Noordelijk Filharmonisch Orkest in Groningen. Er leitete mehrere Chöre, darunter den Chor der Nederlandse Bachvereniging, den er 1965 von seinem Lehrer und Mentor Anthon van der Horst übernahm. Von 1965 bis 1983 war er außerdem Leiter der jährlichen Aufführung der Matthäus-Passion von Johann Sebastian Bach in Naarden, wo er ebenfalls Van der Horst nachfolgte.
Neben der Musik der Barockzeit beschäftigte sich de Wolff auch mit zeitgenössischen Werken und gab mit dem Noordelijk Filharmonisch Orkest zahlreiche niederländische Uraufführungen, namentlich von Werken von Olivier Messiaen.